# Dwight Yorke
Dwight Eversley Yorke (n. 3 noiembrie 1971, Canaan, Tobago⁠(d), Q120766720⁠(d), Trinidad și Tobago) este un fotbalist din Trinidad și Tobago retras din activitate, care a jucat pe post de atacant la echipe ca Aston Villa, Manchester United și Sunderland. Pe plan internațional, are prezențe la națională pentru Trinidad și Tobago. După încheierea carierei, a devenit antrenor, și antrenează în prezent pe Echipa națională de fotbal a Trinidad-Tobago.
Este încă suporter al lui Aston Villa, echipa la care a debutat și a jucat timp de nouă ani.

## Cariera la nivel de club

### Aston Villa
Dwight Yorke a fost descoperit în 1989, de către managerul de atunci al lui Aston Villa, Graham Taylor, în timpul unui turneu în zona Caraibelor. Yorke a apărut într-o echipă cu care Villa a jucat un amical, Taylor a fost impresionat de el și i-a oferit posibilitatea de a participa la un trial la Aston Villa. Așa a obținut un contract permanent și și-a făcut debutul în Premier League în 24 martie 1990, într-un meci cu Crystal Palace, încheiat 0-1.
La Aston Villa, Yorke a jucat ca extremă dreapta până în sezonul 1995-1996, când s-a mutat în atac și a devenit unul din cei mai buni atacanți din Premier League. A fost o parte importantă a echipei care a ajuns în finala Cupei Ligii, în 1996, câștigată de Villa cu 3-0. Unul dintre goluri i-a aparținut lui Yorke. În 30 septembrie 1996, a reușit un hat-trick în înfrângerea cu Newcastle United, scor 3-4. Newcastle conducea cu 3-1 la pauză, iar Villa juca în 10 oameni după eliminarea lui Mark Draper în finalul primei reprize. Yorke a mai înscris două goluri, completându-și astfel hat-trick-ul, un al patrulea gol fiindu-i anulat pe motiv de ofsaid. În urma mai multor evoluții de acest fel, Yorke a atras atenția lui Manchester United, în august 1998. El a jucat pentru Aston Villa în 231 de meciuri, a înscris de 97 de ori și are onoarea de a fi ultimul jucător care a marcat în fața peluzei Holt End, în victoria cu 2-1 din ultima etapă a sezonului 1993-1994, în data de 7 mai 1994.
Circumstanțele plecării lui Yorke de la Aston Villa au fost controversate, Manchester United fiind acuzată că a abordat jucătorul în mod ilegal. John Gregory, managerul din acel moment al lui Villa, a spus că nu dorește să-l vândă pe Yorke, decât dacă United îl dă la schimb pe atacantul Andy Cole. Yorke i-a spus lui Gregory că își dorește să părăsească clubul și n-a depus prea mult efort în meciul cu Everton din august 1998, din cauză că nu a fost lăsat să plece. Nemaiavând altă soluție, Villa l-a vândut la Manchester United pentru suma de 12.6 milioane £. Deși a petrecut nouă ani la club, Yorke este displăcut de o parte din fanii lui Villa din cauza comportamentului său din momentul plecării, dar și din cauză că mai târziu s-a transferat la Birmingham City, marea rivală a lui Aston Villa.

### Manchester United
În primele trei sezoane la United, Yorke a fost unul dintre jucătorii cheie care au ajutat la câștigarea a trei campionate consecutive, inclusiv celebra Triplă și a terminat sezonul 1998-1999 ca golgheter în Premier League. Yorke a jucat 95 de partide în Premier League la Manchester și a marcat 47 de goluri.
În sezonul 2001-2002, Yorke și-a pierdut locul în linia de start a lui Manchester United în favoarea lui Ruud van Nistelrooy. S-a zvonit și că relația cu managerul Sir Alex Ferguson s-a răcit, din cauza mult mediatizatei sale legături cu fotomodelul Jordan.În vara următoare a fost vândut la Blackburn Rovers pentru 2 milioane £.
În toate competițiile, Dwight Yorke a jucat 188 de meciuri pentru United și a înscris 64 de goluri.

### Blackburn Rovers
Yorke a petrecut doi ani la Blackburn, unde s-a reîntâlnit cu fostul său coleg din atacul lui Manchester United, Andy Cole, însă n-a mai avut același succes. A ieșit din grațiile managerului Graeme Souness, care l-a acuzat că nu muncește suficient. În 2004, liber de contract, a plecat la Birmingham City.

### Birmingham City
Yorke și-a început bine cariera la Birmingham City, înscriind chiar la debut și câștigând astfel inima fanilor care erau sceptici în privința lui din cauza trecutului său la rivala Aston Villa. Cu toate acestea, a petrecut pe bancă mare parte din restul sezonului. Managerul Steve Bruce a renunțat apoi la el și s-a transferat la echipa australiană Sydney FC.

### Sydney FC
Yorke a ales să-și continue cariera în Australia chiar dacă a avut posibilitatea să se transfere în Qatar pentru un salariu de patru ori mai mare. A înscris primul său gol pentru echipa din Sydney în meciul său de debut în prima ligă australiană. A avut un rol major în victoria lui Sydney FC în Marea Finală a ligii în fața rivalilor de la Central Coast Mariners. A pasat decisiv pentru unicul gol al partidei și a fost desemnat omul meciului.
Yorke a fost foarte important pentru prima ligă din Australia, nu doar datorită calităților sale fotbalistice, ci și pentru că garanta un plus de credibilitate pentru fotbalul din această țară.

### Sunderland
În data de 31 august 2006, Dwight s-a transferat la Sunderland pentru 200 000 £. Aici s-a reîntâlnit cu foștii colegi, Roy Keane, acum manager, și Andy Cole, care a venit în august 2007. A debutat într-un meci cu Leicester City, iar publicul a aplaudat în picioare intrarea sa în teren. A înscris primul gol pentru Sunderland în partida pierdută cu 2-1 în fața lui Stoke City și a fost repede adoptat de oamenii din Sunderland, lucru dovedit de faptul că Yorke a fost invitat să aprindă beculețele de Crăciun în oraș, în 2006. De curând i-a fost oferit numărul 19, pe care l-a purtat la Manchester și Sydney.
La 1 iulie 2008 a semnat un nou contract de un an cu Sunderland, pentru sezonul 2008-2009. A demonstrat că încă mai poate juca la cel mai înalt nivel când a fost desemnat omul meciului după partida de pe teren propriu cu Arsenal Londra, 1-1, din 4 octombrie 2008.

## Cariera internațională
Yorke a jucat 72 de partide oficiale pentru naționala Trinidad-Tobago și a înscris 19 de goluri, dar de fapt a apărut în peste 100 de meciuri pentru țara sa, care nu au fost recunoscute ca amicale internaționale. S-a retras din echipa națională în 2001 împreună cu prietenul său, Russel Latapy, după o ceartă cu selecționerul. S-a întors pentru campania de calificare la Campionatul Mondial din 2006, în urma căreia echipa s-a calificat la un turneu final pentru prima oară în istorie.
În martie 2007, Yorke și-a anunțat retragerea din fotbalul internațional pentru a se putea concentra pe activitatea de la Sunderland. A fost căpitan al echipei naționale în Germania și până la retragere. În 2008 a fost invitat de vicepreședintele FIFA, Jack Warner, să joace într-un amical împotriva Angliei, și a acceptat.
În 10 iulie 2008, Yorke a anunțat că se întoarce la echipa națională pentru campania de calificare la Campionatul Mondial din 2010.
În 15 octombrie 2008 a înscris primul său gol după revenire, în preliminarii, într-un meci câștigat cu 2-1 împotriva Statelor Unite.

## Viața în afara fotbalului
Dwight Yorke a avut o relație mult mediatizată cu modelul britanic Jordan, cu care are un băiat pe nume Harvey. Fotbalistul a negat paternitatea, însă un test ADN a demonstrat că el este tatăl copilului.
Stadionul Dwight Yorke, din Bacolet, Tobago, construit în 2001 pentru Campionatul Mondial U-17, a fost denumit în onoarea lui.
Lui Yorke îi place și cricket-ul, unul din cei mai buni prieteni îi este conaționalul Brian Lara, care în acest moment e al doilea în topul marcatorilor într-un meci test de cricket. Fratele mai mare al lui Dwight, Clint Yorke, este un fost jucător de cricket, care a reprezentat Trinidad-Tobago.
Pentru contribuția adusă echipei naționale la Campionatul Mondial din 2006, Yorke a fost numit Ambasador al Sportului pentru Trinidad-Tobago.

## Palmares

### Club
Aston Villa
- Football League Cup (2): 1993–94, 1995–96

Manchester United
- Premier League (3): 1998–99, 1999–2000, 2000–01
- FA Cup (1): 1998–99
- UEFA Champions League (1): 1998–99
- Cupa Intercontinentală (1): 1999

Sydney FC
- A-League (1): 2005–06

Sunderland
- Football League Championship (1): 2006–07

### Națională
- Cupa Caraibelor (1): 1989

### Individual
- Premier League Player of the Month: February 1996, January 1999, March 2000
- PFA Premier League Team of the Year: 1998-99
- Jucătorul sezonului în Premier League: 1998-99
- Gheata de Aur a Premier League: 1998–99
- Golgheterul UEFA Champions League: 1998-99
- Joe Marston Medal: 2005–06